# Gina Mastrogiacomo
Gina Mastrogiacomo (Long Island, 5 novembre 1961 – California, 2 maggio 2001) è stata un'attrice statunitense naturalizzata italiana.

## Biografia
Le doti artistiche di Gina Mastrogiacomo furono notate per la prima volta da Tom Cruise mentre l'aspirante attrice faceva un provino per il film Il colore dei soldi. Il successo arrivò nel 1990 con Quei bravi ragazzi, film diretto da Martin Scorsese, nel quale recitò con Robert De Niro. Fu poi la volta di Jungle Fever, per la regia Spike Lee, e di Una pallottola spuntata 2½ - L'odore della paura. Negli anni novanta l’attrice apparve nelle serie televisive NYPD - New York Police Department, Seinfeld, E.R. - Medici in prima linea, X-Files e altre.
La sua morte prematura a trentanove anni fu dovuta, a detta della famiglia, a un'infezione cardiaca.

## Filmografia parziale

### Cinema
- Alien Space Avenger, regia di Richard W. Haines (1989)
- Quei bravi ragazzi (Goodfellas), regia di Martin Scorsese (1990)
- Jungle Fever, regia di Spike Lee (1991)
- Una pallottola spuntata 2½ - L'odore della paura (The Naked Gun 2½: The Smell of Fear, regia di David Zucker (1991)

### Televisione
- I Fanelli Boys (The Fanelli Boys) - serie TV, episodio 1x16 (1991)
- Harry e gli Henderson (Harry and the Hendersons) - serie TV, episodio 3x24 (1993)
- NYPD - New York Police Department (NYPD Blue) - serie TV, episodio 1x16 (1994)
- E.R. - Medici in prima linea (ER) - serie TV, episodio 4x22 (1998)
- X-Files (The X-Files) - serie TV, episodio 7x16 (2000)

## Doppiatrici italiane
Nelle versioni in italiano delle opere in cui ha recitato, Gina Mastrogiacomo è stata doppiata da:
- Anna Cesareni in E.R. - Medici in prima linea, X-Files